# Paolo Signorelli (calciatore)
Paolo Signorelli (Treviglio, 10 marzo 1939 – Treviglio, 3 maggio 2018) è stato un calciatore italiano, di ruolo centrocampista.

## Carriera
Cresce nella Trevigliese, con cui debutta tra i dilettanti.
Passa poi alla Pro Patria, in Serie B, con cui disputa cinque campionati diventandone un elemento fondamentale del centrocampo.
Viene quindi acquistato dall'Atalanta che lo fa esordire in Serie A, categoria mantenuta per quattro anni, al termine dei quali conclude la carriera.

## Palmarès

### Club

#### Competizioni regionali
- Prima Categoria: 1

Trevigliese: 1959-1960